# Alain Badiou
Alain Badiou (Rabat,  17 de janeiro de 1937) é um filósofo, dramaturgo e novelista francês nascido em Marrocos. É conhecido por sua militância maoísta, por sua defesa do comunismo e dos trabalhadores estrangeiros em situação irregular na França.

## Biografia
O seu pai, Raymond Badiou (1905-1996), foi membro da SFIO (Section française de l'Internationale ouvrière), fazendo parte da Resistência francesa durante a ocupação nazi, e sendo eleito presidente da câmara de Toulouse entre 1944 e 1958.
Realizou estudos de filosofia na École Normale Supérieure de Paris entre 1956 e 1961. Deu lições na Universidade de Paris VIII e na ENS desde 1969 até 1999, data na que foi nomeado director do departamento de filosofia desta. Também dá cursos no Collège international de philosophie. Foi discípulo de Louis Althusser, influenciado pelos seus primeiros trabalhos epistemológicos, bem como de Jean-Paul Sartre e do psicanalista Jacques Lacan.
Foi membro fundador do PSU (Parti Socialiste Unifié) em 1960. Implicado nos movimentos políticos em torno do Maio de 68 e simpatizante da esquerda maoísta, ingressou na Union des communistes de France Marxiste-Léniniste em 1969.
Apoiou o regime do Khmer Rouge, publicando o polêmico artigo Kampuchea vaincra! ('Kampuchea vencerá!') mesmo após o genocídio cometido por aquele partido político, liderado por Pol Pot, quando governou o Cambodja (1975 - 1979). Posteriormente, arrependeu-se desse apoio e, trinta anos depois, manifestou-se publicamente sobre isso.
Entre 1985 e 2007, participou de um pequeno agrupamento de extrema-esquerda, denominado Organisation politique, com  Sylvain Lazarus  e   Natacha Michel, que defendeu a causa dos operários estrangeiros em situação irregular.
Alain Badiou adota uma posição única no cenário internacional de discussão filosófica. Ao mesmo tempo em que questiona a metafísica clássica, escapa ao jargão contemporâneo que busca aniquilar a verdade enquanto categoria prática e teórica. É conhecido também por sua crítica violenta às democracias liberais e aos direitos humanos, que, segundo ele, fariam parte do festim ideológico sustentador do capitalismo em suas configurações atuais. Em sua obra principal, O ser e o evento, defende que as matemáticas constituem a verdadeira ontologia, ou "ciência do ser enquanto ser". Em 2006 publicou a sua segunda parte da obra, Logiques des mondes. L'être et l'événement - 2, onde passa a tratar das lógicas do aparecimento do ser em mundos (ou "situações").

## Obras
Entre suas obras mais destacadas estão:
- Teoria do sujeito (1982)
- O ser e o evento (1988)
- Manifesto pela filosofia (1989)
- Ética: um ensaio sobre a consciência do mal (1993)
- Pequeno manual de inestética (1998)
- Circunstâncias (2004) e
- Lógicas dos mundos. O ser e o evento, 2 (2006)
- Segundo manifesto pela filosofia (2009)

### Artigo
- "Oito Teses sobre o Universal"

### Entrevista
- «"Ser e espacialização"». . Entrevista de Alain Badiou a Norman R. Madarasz e Marios Constantinou (tradução de Filipe Ceppas de Carvalho e Faria).  "A Filosofia de Alain Badiou em Perspectiva", edição especial da revista Êthica. Cadernos acadêmicos, vol. 14, no. 2, 2008, pp. 21–40.
- «Entrevista ao jornal Folha de S.Paulo». - 16 de abril de 2017